# Wiesneria
Wiesneria, manji rod vodeng bilja iz porodice žabočunovki raširen po Africi (uključujući Madagaskar) i jugu Indije (država Maharashtra). Rodu pripadaju tri priznate vrste, a ime je dobio po bečkom profesoru botanike i fitotomu Juliusu Wiesneru.
W. filifolia je višegodišnja biljka koja raste u nekoliko afričkih država po manje-više stajačim vodama do 1,5 metara dubine. Ima je u Angoli, Botsvani, DR Kongu, Burundiju, Ugandi, Tanzaniji, Zambiji, Zimbabveu i Madagaskaru. Vrsta W. schweinfurthii također raste na afričkom kontinentu, dok je W. triandra jedini predstavnik u Indiji.

## Vrste
1. Wiesneria filifolia Hook.f.
2. Wiesneria schweinfurthii Hook.f.
3. Wiesneria triandra (Dalzell) Micheli